# Draft de l'NBA del 2002
El Draft de l'any 2002 de l'NBA es va celebrar el 26 de juny al Madison Square Garden de Nova York, als Estats Units. Els Minnesota Timberwolves foren exclosos de la primera ronda del draft per culpa d'una violació del Límit salarial de l'NBA.

## Primera ronda
|  | = All-Star |

| Posició | Jugador                 | Nacionalitat    | Equip NBA                                                           | Universitat/Equip Anterior |
| ------- | ----------------------- | --------------- | ------------------------------------------------------------------- | -------------------------- |
| 1       | Yao Ming                | R.P. de la Xina | Houston Rockets                                                     | Shanghai Sharks            |
| 2       | Jay Williams            | Estats Units    | Chicago Bulls                                                       | Duke                       |
| 3       | Mike Dunleavy, Jr.      | Estats Units    | Golden State Warriors                                               | Duke                       |
| 4       | Drew Gooden             | Estats Units    | Memphis Grizzlies                                                   | Kansas                     |
| 5       | Nikoloz Tskitishvili    | Geòrgia         | Denver Nuggets                                                      | Benetton Treviso           |
| 6       | Dajuan Wagner           | Estats Units    | Cleveland Cavaliers                                                 | Memphis                    |
| 7       | Maybyner "Nenê" Hilario | Brasil          | New York Knicks (cap a Denver)                                      | Vasco da Gama              |
| 8       | Chris Wilcox            | Estats Units    | Los Angeles Clippers (de Atlanta)                                   | Maryland                   |
| 9       | Amare Stoudemire        | Estats Units    | Phoenix Suns                                                        | Cypress Creek HS           |
| 10      | Caron Butler            | Estats Units    | Miami Heat                                                          | Connecticut                |
| 11      | Jared Jeffries          | Estats Units    | Washington Wizards                                                  | Indiana                    |
| 12      | Melvin Ely              | Estats Units    | Los Angeles Clippers                                                | Fresno State               |
| 13      | Marcus Haislip          | Estats Units    | Milwaukee Bucks                                                     | Tennessee                  |
| 14      | Fred Jones              | Estats Units    | Indiana Pacers                                                      | Oregon                     |
| 15      | Boštjan Nachbar         | Eslovènia       | Houston Rockets (de Toronto)                                        | Benetton Treviso           |
| 16      | Jiri Welsch             | Txèquia         | Philadelphia 76ers (cap a Golden State)                             | Union Olimpija             |
| 17      | Juan Dixon              | Estats Units    | Washington Wizards (de New Orleans)                                 | Maryland                   |
| 18      | Curtis Borchardt        | Estats Units    | Orlando Magic (cap a Utah)                                          | Stanford                   |
| 19      | Ryan Humphrey           | Estats Units    | Utah Jazz (cap a Orlando)                                           | Notre Dame                 |
| 20      | Kareem Rush             | Estats Units    | Toronto Raptors (de Seattle via New York, cap a Los Angeles Lakers) | Missouri                   |
| 21      | Qyntel Woods            | Estats Units    | Portland Trail Blazers                                              | NE Mississippi CC          |
| 22      | Casey Jacobsen          | Estats Units    | Phoenix Suns (de Boston)                                            | Stanford                   |
| 23      | Tayshaun Prince         | Estats Units    | Detroit Pistons                                                     | Kentucky                   |
| 24      | Nenad Krstić            | RF Iugoslàvia   | New Jersey Nets                                                     | Partizan Belgrade          |
| 25      | Frank Williams          | Estats Units    | Denver Nuggets (de Dallas, cap a New York)                          | Illinois                   |
| 26      | John Salmons            | Estats Units    | San Antonio Spurs (cap a Philadelphia)                              | Miami                      |
| 27      | Chris Jefferies         | Estats Units    | Los Angeles Lakers (cap a Toronto)                                  | Fresno State               |
| 28      | Dan Dickau              | Estats Units    | Sacramento Kings (cap a Atlanta)                                    | Gonzaga                    |

## Segona ronda
| Posició | Jugador             | Nacionalitat  | Equip NBA                                       | Universitat/Equip Anterior |
| ------- | ------------------- | ------------- | ----------------------------------------------- | -------------------------- |
| 29      | Steve Logan         | Estats Units  | Golden State Warriors                           | Cincinnati                 |
| 30      | Roger Mason, Jr.    | Estats Units  | Chicago Bulls                                   | Virginia                   |
| 31      | Robert Archibald    | Escòcia       | Memphis Grizzlies                               | Illinois                   |
| 32      | Vincent Yarbrough   | Estats Units  | Denver Nuggets                                  | Tennessee                  |
| 33      | Dan Gadzuric        | Països Baixos | Milwaukee Bucks (de Houston)                    | UCLA                       |
| 34      | Carlos Boozer       | Estats Units  | Cleveland Cavaliers                             | Duke                       |
| 35      | Miloš Vujanić       | RF Iugoslàvia | New York Knicks                                 | Partizan Belgrade          |
| 36      | David Andersen      | Austràlia     | Atlanta Hawks                                   | Virtus Bologna             |
| 37      | Tito Maddox         | Estats Units  | Houston Rockets (de Miami)                      | Fresno State               |
| 38      | Rod Grizzard        | Estats Units  | Washington Wizards (de Phoenix via Denver)      | Alabama                    |
| 39      | Juan Carlos Navarro | Catalunya     | Washington Wizards                              | FC Barcelona               |
| 40      | Mario Kasun         | Croàcia       | Los Angeles Clippers                            | Opel Skyliners             |
| 41      | Ronald Murray       | Estats Units  | Milwaukee Bucks                                 | Shaw                       |
| 42      | Jason Jennings      | Estats Units  | Portland Trail Blazers (de Toronto via Chicago) | Arkansas State             |
| 43      | Lonny Baxter        | Estats Units  | Chicago Bulls (de Indiana)                      | Maryland                   |
| 44      | Sam Clancy          | Estats Units  | Philadelphia 76ers                              | USC                        |
| 45      | Matt Barnes         | Estats Units  | Memphis Grizzlies (de Orlando)                  | UCLA                       |
| 46      | Jamal Sampson       | Estats Units  | Utah Jazz (cap a Orlando)                       | California                 |
| 47      | Chris Owens         | Estats Units  | Milwaukee Bucks (de New Orleans, cap a Memphis) | Texas                      |
| 48      | Peter Fehse         | Alemanya      | Seattle SuperSonics                             | Halle                      |
| 49      | Darius Songaila     | Lituània      | Boston Celtics                                  | Wake Forest                |
| 50      | Federico Kammerichs | Argentina     | Portland Trail Blazers                          | Ourense                    |
| 51      | Marcus Taylor       | Estats Units  | Minnesota Timberwolves                          | Michigan State             |
| 52      | Rasual Butler       | Estats Units  | Miami Heat (de Detroit via Toronto i Houston)   | La Salle                   |
| 53      | Tamar Slay          | Estats Units  | New Jersey Nets                                 | Marshall                   |
| 54      | Mladen Šekularac    | RF Iugoslàvia | Dallas Mavericks                                | FMP Železnik               |
| 55      | Luis Scola          | Argentina     | San Antonio Spurs (de L.A. Lakers)              | TAU Cerámica               |
| 56      | Randy Holcomb       | Estats Units  | San Antonio Spurs (cap a Philadelphia)          | San Diego State            |
| 57      | Corsley Edwards     | Estats Units  | Sacramento Kings                                | Central Connecticut        |